# مانويل بلان
مانويل بلان (بالفرنسية: Manuel Blanc)‏ هو ممثل فرنسي، ولد في 12 يونيو 1968 ببولون-بيانكور في فرنسا. من الجوائز التي نالها جائزة سيزار.

## جوائز
- جائزة سيزار

## وصلات خارجية
- مانويل بلان على موقع IMDb (الإنجليزية)
- مانويل بلان على موقع ألو سيني (الفرنسية)
- مانويل بلان على موقع أول موفي (الإنجليزية)
- مانويل بلان على موقع قاعدة بيانات الأفلام السويدية (السويدية)
- مانويل بلان على موقع قاعدة بيانات الفيلم (الإنجليزية)
- مانويل بلان على موقع كينوبويسك (الروسية)